# Belcastro
Belcastro község (comune) Olaszország Calabria régiójában, Catanzaro megyében.

## Fekvése
A település a Sila Nemzeti Park területén fekszik, a megye északkeleti részén, a Jón-tenger partján. Határai: Andali, Botricello, Cerva, Cutro, Marcedusa, Mesoraca és Petronà.

## Története
A 9-11. században, majd a 12. századtól 1818-ig püspöki székhely volt.

## Népessége
A népesség számának alakulása:

## Főbb látnivalói
- Palazzo Poliero
- San Michele Arcangelo-templom
- Pietà-templom